# Åloppe-Mjölkboboplatsen
Åloppe-Mjölkeboboplatsen är en stenåldersboplats i Uppland som kopplats till den gropkeramiska kulturen. Egentligen ett boplatssystem bestående av sju boplatser på gränsen mellan Nysätra och Österunda socknar. Första fynden gjordes 1901, även om gropkeramik hittats på platsen redan på 1890-talet. Utgrävd 1902 av Rutger Sernander.
Åloppe-Mjölkbo var den första mellansvenska stenåldersboplats som grävdes ut. Den kom att bli betydelsefull för kunskapen i hur man hittade boplatser i fortsättningen, samt viktig i det första studierna av strandförskjutningen i Uppland.
Fynden utgjordes av ben (huvudsakligen av vilda djur och fisk, men det är troligt att det fanns tamgris i benmaterialet, då man vid den tiden troligen inte föreställde sig gropkeramikerna som boskapsskötare), rikligt med gropkeramik, redskap och avslag i kvarts samt mindre mängder i flinta, grönstensyxor, skifferredskap och figurer i bränd lera.